# NAMI-012
Unter der Bezeichnung NAMI-012 (russisch НАМИ-012) wurden ab 1949 mehrere Prototypen schwerer zweiachsiger Lastkraftwagen im sowjetischen Fahrzeuginstitut NAMI entwickelt. Sie basierten technisch auf dem JaAZ-200 und nutzten dessen Fahrgestell und teilweise auch dessen Ladefläche, wurden allerdings als Dampfwagen konstruiert und erhielten zudem ein völlig neues Fahrerhaus. Als Brennstoff diente Holz, da die Lkw unter anderem für die Forstwirtschaft bestimmt waren. Trotz entsprechender Empfehlungen kam es aus diversen Gründen nicht zu einer Serienfertigung, stattdessen wurde der MAZ-501 mit Zweitakt-Dieselmotor produziert. Mit Beginn der 1950er-Jahre wurde noch der NAMI-018 mit Allradantrieb gebaut, der hauptsächlich als Holztransporter für Langholz gedacht war.
Der NAMI-012 war der einzige ernsthafte sowjetische Versuch, Dampflastwagen zur Serienreife zu bringen. 1954 wurde das Projekt fallengelassen und nie wieder aufgegriffen, keiner der Prototypen ist erhalten geblieben.

## Fahrzeuggeschichte

Frontansicht der Frontlenkerkabine

Seitenansicht des Fahrzeugs

Draufsicht. Zu erkennen: Der Schornstein und die Einfüllöffnungen für Holz und Wasser

Modell eines JaAZ-200, von dem Fahrgestell und Pritsche stammten

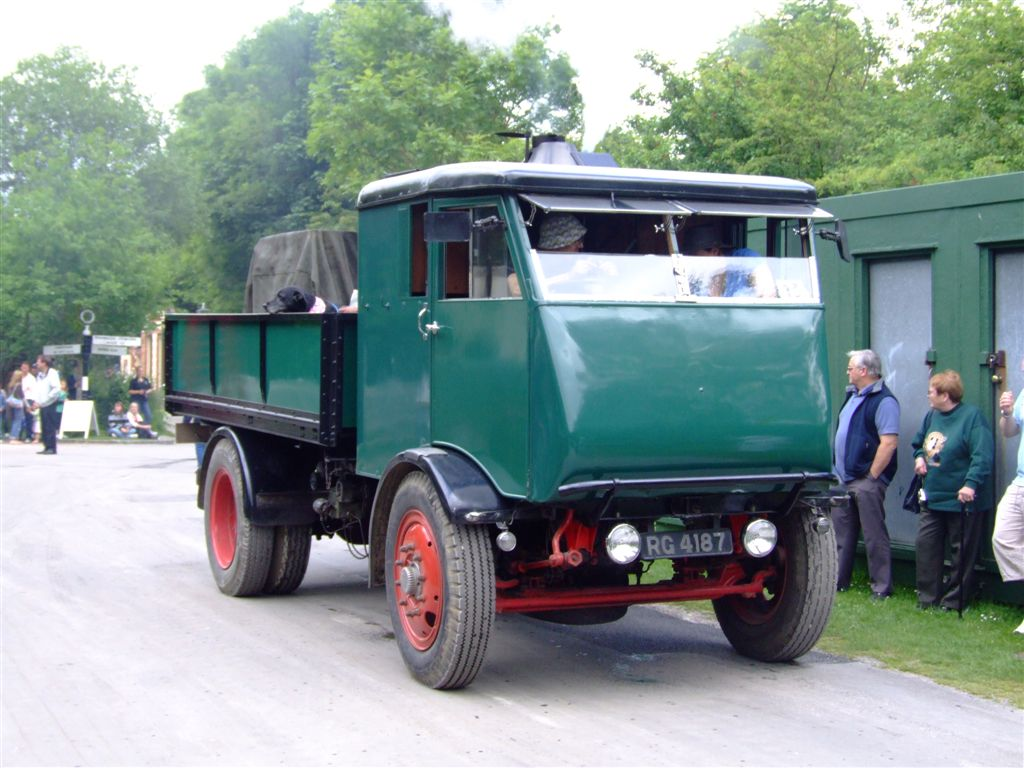
Ein britischer Sentinel, eines der Vorbilder für den NAMI-012 (2008)

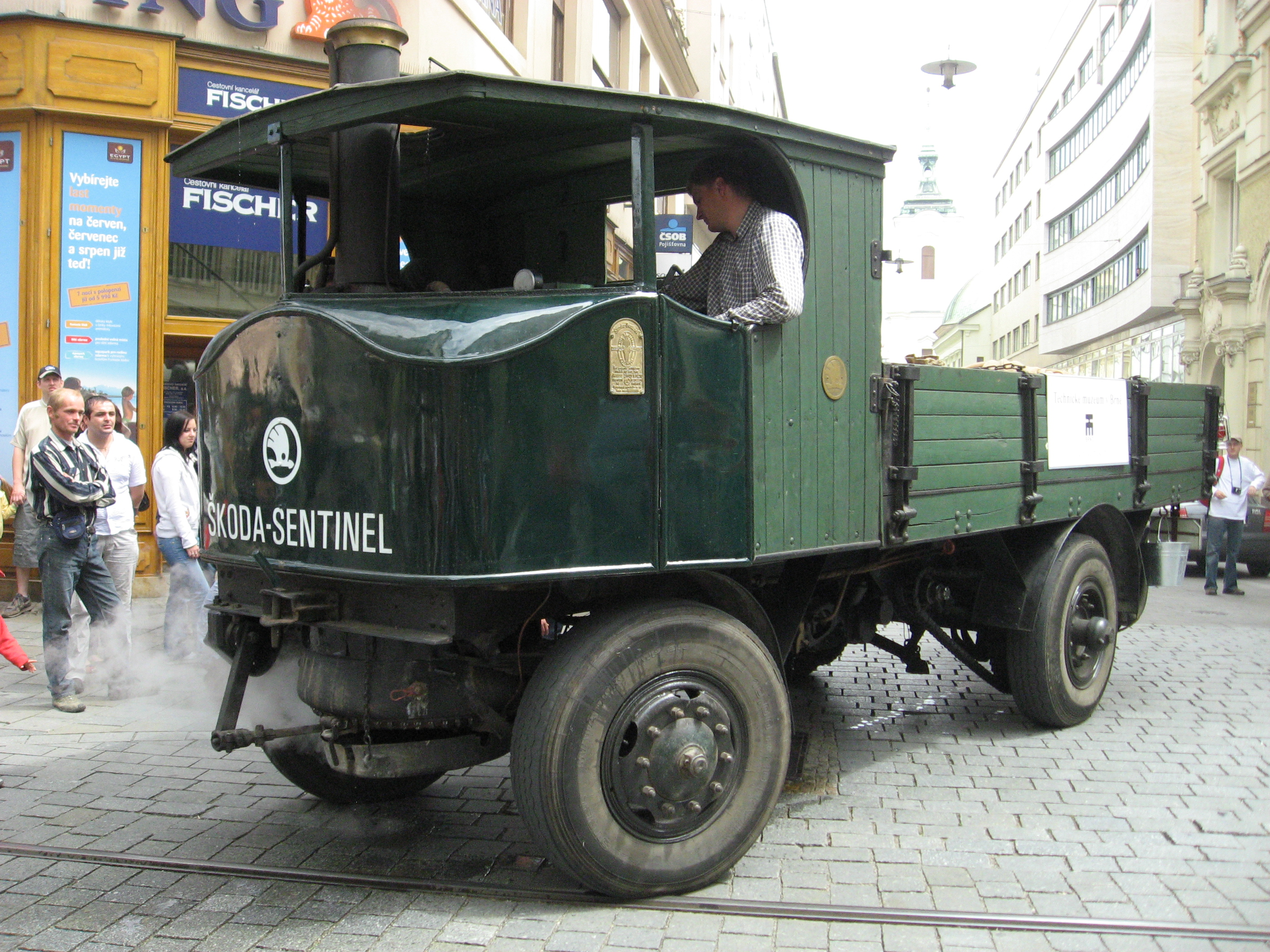
Ein Sentinel von Škoda in Betrieb (2009)

### Vorgeschichte
Bereits in den 1920er-Jahren wurden in England dampfgetriebene Lastwagen gebaut, die heute unter dem Namen Sentinel bekannt sind. Auch auf dem europäischen Festland wurden derartige Lkw produziert, insbesondere bei Škoda in Pilsen. In der Sowjetunion wurde diese Entwicklung beobachtet, da es noch in den 1930er-Jahren Landesteile gab, in denen die Versorgung mit Benzin- und Dieselkraftstoff nicht gesichert war. So wurden viele Lastwagen mit Holzgas betrieben, darunter der GAZ-42, der schwerere ZIS-21 und auch Exemplare der schweren Kettentraktoren Stalinez-60 und Stalinez-65. Der Dampfantrieb wurde als mögliche Alternative betrachtet und insbesondere für die Forstwirtschaft als günstig angesehen, weil die Holzabfälle als Treibstoff hätten verwendet werden können. So wurden 1935 in einem sowjetischen Entwicklungsinstitut theoretische Überlegungen angestellt, einen JaG-10 mit Dampfantrieb zu realisieren, das Projekt kam über die Planung aber nicht hinaus. Stattdessen wurde vom Moskauer Nautschny Awtotraktorny Institut (dt.: Wissenschaftliches Traktoreninstitut, kurz NATI, 1946 wieder zurückbenannt in NAMI) 1936 ein dampfgetriebenes Automobil der Firma Doble beschafft, um es zu untersuchen. 1938 folgte ein britischer Sentinel.
Als Ergebnis dieser Untersuchungen wurde 1940 ein erster Prototyp eines Dampflastwagens gebaut. Als Basis diente ein JaG-6, ein für fünf Tonnen Zuladung ausgelegter Zweiachser aus dem Jaroslawski Awtomobilny Sawod. Er erhielt einen Dampfmotor vom Typ MP-28 (russisch МП-28) aus sowjetischer Konstruktion, der bei 1500 min−1 je nach Angabe 120 oder 140 PS leistete. Anders als der später verwendete Dampfmotor handelte es sich um einen Langhuber mit 75 mm Bohrung und 130 mm Kolbenhub. Mit dieser Motorisierung erreichte das Fahrzeug über 40 km/h Spitzengeschwindigkeit. Durch den Ausbruch des Deutsch-Sowjetischen Krieges wurden die Arbeiten an dem Projekt 1941 abgebrochen und fortan Waffentechnik entwickelt.
Mit Ende des Krieges wurden in der sowjetischen Wirtschaft viele neu produzierte Lastwagen eingesetzt, zum Beispiel aus dem Uljanowski Awtomobilny Sawod imeni Stalina. Hinzu kamen durch das Leih- und Pachtgesetz ins Land gekommene amerikanische Lastwagen und eine große Anzahl erbeuteter Fahrzeuge aus deutscher Produktion. Sie hatten, abgesehen von einigen heimischen Holzgasfahrzeugen, alle benzinbetriebene Motoren. Das stellte für die Forstwirtschaft ein großes Problem dar, weil die Versorgung mit flüssigen Treibstoffen in den eher abgelegenen Teilen Sibiriens und des Fernen Ostens nach wie vor schlecht war. Die Holzgasfahrzeuge brachten diverse Probleme mit sich, die sie für den praktischen Gebrauch eher ungeeignet machten. Insbesondere musste das Tankholz aufwändig aufbereitet werden – es musste trocken sein und in die passende Größe gebracht werden. Auch waren die Konstruktionen sehr wartungsintensiv und schwächer als benzingetriebene Ottomotoren gleicher Größe.
Vor diesem Hintergrund wurden mit Ende des Krieges bei NAMI verschiedene Projekte wieder aufgegriffen, die für die Kriegsgüterentwicklung hatten zurückgestellt werden müssen. Darunter waren auch die Dampflastwagen. Sie stellten vor allem viel geringere Anforderungen an den Brennstoff, da dieser nicht vergast werden musste, sondern in einem Dampfkessel mit Feuerung einfach verbrannt werden konnte. 1946 kam eine deutsche Zugmaschine vom Typ DW 60 aus den Sachsenberg-Werken zu NAMI, die wiederum analysiert und untersucht wurde. Die Straßenzugmaschine war für eine Anhängelast von 15.000 kg ausgelegt und hatte keine eigene Ladefläche. Sie diente unter anderem als Vorbild für die weitere Entwicklung.

### Bau und Erprobung
Konkrete Schritte zur Realisierung eines eigenen Prototyps gab es ab August 1947, vollendet wurde der erste NAMI-012 mit Pritsche Ende 1949. Man griff dafür, wie auch bei allen nachfolgenden Fahrzeugen, auf das Fahrgestell des seit 1947 in Serie gebauten schweren JaAZ-200 zurück. Dabei handelte es sich um eine deutlich modernere Konstruktion als den JaG-6, der vor dem Krieg verwendet worden war. Neben dem Fahrgestell wurde auch die hölzerne Ladefläche beibehalten. Das Fahrerhaus, der Motor und das Getriebe wurden entfernt und durch andere Bauteile ersetzt. Die Kabine wurde in Frontlenkerbauweise neu gestaltet. Dabei wurde der komplette Antrieb inklusive Dampfkessel, Feuerung, Wassertank und Brennstoffbunker hinter dem Fahrer angeordnet. Die Kesselanlage und der Dampfmotor wurden mehrfach getauscht, da sie sich entweder als zu groß oder zu schwach erwiesen. Dabei wurde auf Zulieferteile von deutschen und französischen Unternehmen zurückgegriffen. Der letztlich verwendete Dampferzeuger lieferte maximal 600 kg Frischdampf pro Stunde mit einem Druck von 25 bar und einer Temperatur von 420 oder 425 °C. Bei einer durchschnittlichen Fahrt verbrauchte der Lkw mindestens 400 kg Holz auf 100 km.
Der verwendete Dampfmotor war ein Dreizylinder mit etwa 4,6 l Hubraum. Sein maximales Drehmoment lieferte er bei geringen Drehzahlen von 80 bis 100 Umdrehungen pro Minute, es betrug etwa 2350 Nm und lag damit fast fünfmal so hoch wie das des 112-PS-Zweitakt-Dieselmotors des JaAZ-200 mit ähnlichem Hubraum. Die Höchstleistung von 100 PS wurde bei etwa 1000 Umdrehungen pro Minute abgegeben. Diese hohe Elastizität ermöglichte es, ein Getriebe mit nur zwei Fahrstufen einzubauen. Um dem hohen Motordrehmoment standzuhalten, wurde ein Planetengetriebe verwendet. Da in der Forstwirtschaft die Zugkraft eine wesentlich größere Rolle als die Höchstgeschwindigkeit spielte, wurde Letztere auf etwa 40 bis 45 km/h beschränkt. Außerdem wurde die Untersetzung der Hinterachse von 8,22:1 auf 5,96:1 vermindert. Durch die Änderungen stieg das Leergewicht um mehr als zwei Tonnen gegenüber dem JaAZ-200, die Zuladung musste von sieben auf sechs Tonnen reduziert werden.
Mitte 1950 wurde ein zweiter NAMI-012 gebaut, dieser wurde statt einer Pritsche mit einem Drehgestell und Rungen versehen. Zusammen mit einem wahlweise ein- oder zweiachsigen Anhänger, ebenfalls mit Rungen, wurde er zum Transport von Baumstämmen eingesetzt. Die Erprobung begann am 2. November 1950 und endete am 25. August 1951. Dabei wurde festgestellt, dass die Fahrzeuge 10 % mehr Ladung als vergleichbare Lastwagen mit Ottomotoren und sogar 50 % Ladung als ähnliche Lkw mit Holzgasantrieb transportieren konnten. Bei Straßenbetrieb reichte der Holzvorrat 75 bis 100 km, der Wasservorrat mit 150 bis 180 km deutlich länger. Bereits in dieser Zeit wurde versucht die Fahrzeuge mit Masut zu heizen, was später mit dem NAMI-012B nochmals aufgegriffen wurde. Probleme zeigten sich insbesondere im Winterbetrieb, da das Wasser in den Tanks flüssig gehalten werden und auch flüssiges Wasser getankt werden musste. Ein Kaltstart dauerte, je nach Umgebungsbedingungen, 23 bis 40 Minuten.

### Weiterentwicklungen
Nach Abschluss der Erprobungsphase wurden die Fahrzeuge überarbeitet. So entstand ab 1951 zunächst der NAMI-012A, der einen Dampfmotor mit höherer Leistung und ein verstärktes Fahrgestell für sieben Tonnen Zuladung erhielt. Es folgte der NAMI-012B, der auf Masutfeuerung umgerüstet wurde, damit entfiel jedoch der Vorteil der Verwendbarkeit der Holzabfälle. Diese Version erhielt außerdem ein neu gestaltetes Fahrerhaus und höhere Bordwände.
Im Jahr 1952 wurde mit dem NAMI-018 die am stärksten modifizierte Version gebaut. Das zunächst mit einer Pritsche ausgerüstete Fahrzeug erhielt die Vorderachse des JaAZ-214 und einen Allradantrieb. Dieser schaltete sich bei einem Schlupf von mehr als 4 % an den Hinterrädern automatisch zu. Zudem wurde ein Verteilergetriebe mit Geländeuntersetzung nachgerüstet. Der Dampfmotor leistete maximal 125 PS. Für die Erprobungen im Forst wurde der Lkw mit Rungen und einem entsprechenden Anhänger ausgestattet, die Pritsche wurde entfernt. Es entstand nur ein einziger NAMI-018, von dem aber sowohl Fotografien mit Pritschenaufbau als auch als Holztransporter erhalten geblieben sind. 1953 starteten die Erprobungen, die sich bis Ende des Jahres 1954 hinzogen.

### Nachwirkungen

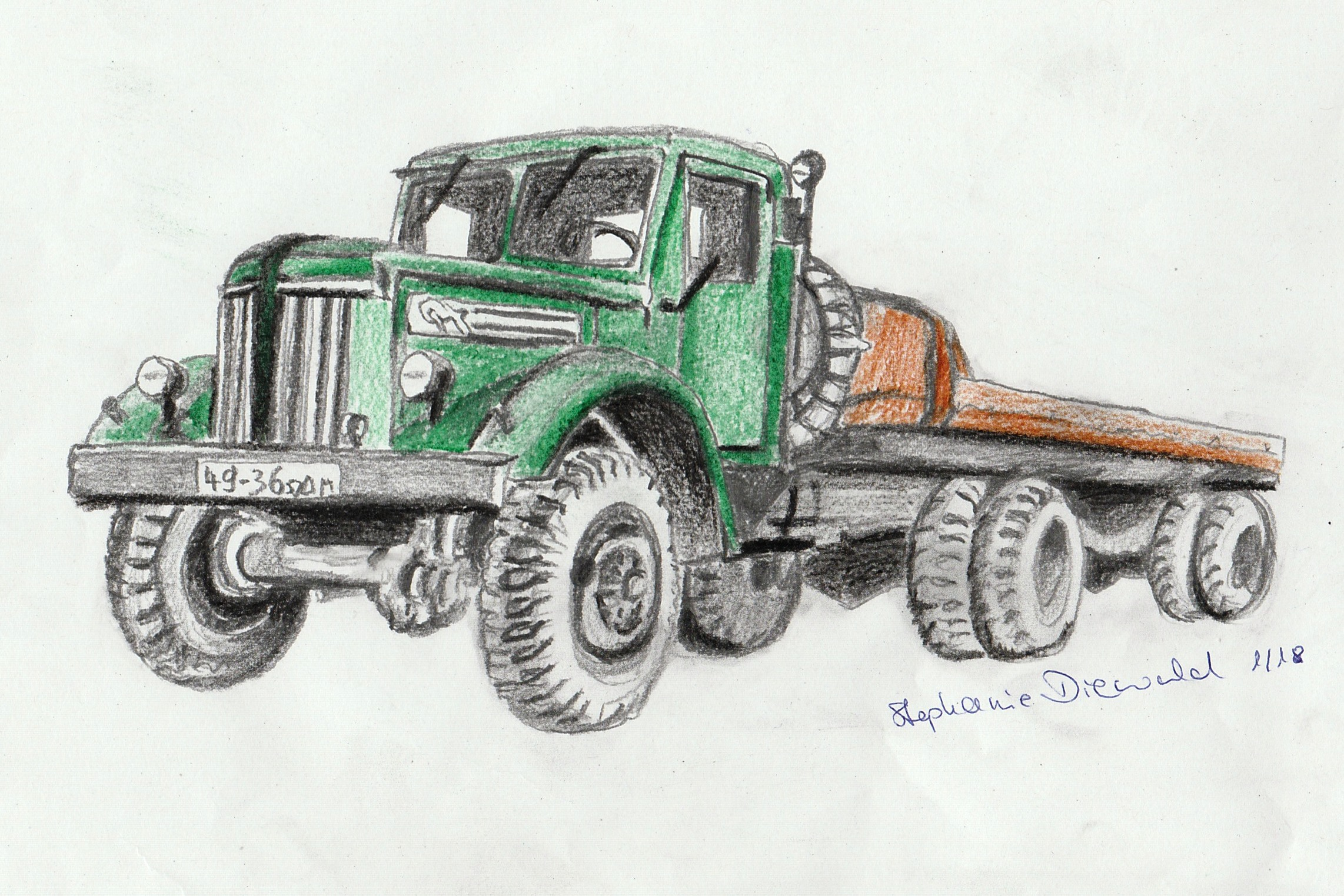
Zeichnung eines MAZ-501, der letztlich für die sowjetische Forstindustrie in Serie gebaut wurde

Der NAMI-012 und auch der NAMI-018 wurden von technischen Kommissionen als tauglich befunden und sogar bedingt zur Produktion empfohlen. Der Einsatz sollte aber nur dort erfolgen, wo die Versorgung mit Benzin und Diesel nicht sichergestellt war. Tatsächlich kam es nie auch nur zu Vorbereitungen für eine Serienproduktion. Das Projekt wurde Ende 1954 beendet, der Dampfantrieb wurde in der Sowjetunion für Straßenfahrzeuge nie wieder aufgegriffen. Grund war vor allem, dass die Kraftstoffverfügbarkeit sich deutlich verbesserte, auch in entlegenen Regionen. In diesem Zug verschwanden auch Lastwagen mit Holzvergaser zunehmend aus dem Verkehrsbild, in den 1960er-Jahren mit weiter fallenden Benzinpreisen sogar viele der Erdgasfahrzeuge, die extra entwickelt worden waren.
In der sowjetischen Forstwirtschaft setzte sich der ab 1955 produzierte MAZ-501 durch. Er war ebenfalls mit Allradantrieb ausgestattet und glich ansonsten dem JaAZ-200 stark. Diese Fahrzeuge wurden noch bis 1966 gebaut und anschließend durch neuere Lastwagen wie den MAZ-509 ersetzt. Insgesamt wurden fünf NAMI-012 und NAMI-018 gebaut, sie waren wahrscheinlich die ersten, letzten und auch einzigen extra für Holzfeuerung ausgelegten Dampflastwagen überhaupt. Keiner der Prototypen ist erhalten geblieben.

## Technische Daten
Die Daten beziehen sich auf Fahrzeuge der Grundversion NAMI-012 des Baujahres 1949.
- Motor: Dreizylinder-Dampfmotor
- Leistung: 100 PS (73,5 kW) bei 900 min−1, auch 1000 min−1 angegeben[1]
- Hubraum: 4,60 l
- Bohrung: 125,0 mm
- Hub: 125,0 mm
- maximales Drehmoment: 2350 Nm ab 80–100 min−1
- Dampfdruck: 25 bar
- Dampftemperatur: 420 °C
- Brennstoff: Holzstücke, maximale Größe 50 × 10 × 10 cm, testweise auch Masut
- Brennstoffverbrauch: mindestens 400 kg Holz/100 km
- Brennstoffvorrat: 350–400 kg, auch 380 kg angegeben[1]
- Tankinhalt: 380 l Wasser
- Reichweite: 80[1]–100 km
- Kupplung: Dreischeiben-Trockenkupplung
- Getriebe: manuelles Schaltgetriebe mit zwei Gängen sowie Umschaltung zwischen vorwärts und rückwärts
- Höchstgeschwindigkeit: 40–45 km/h
- Bremsanlage: Trommelbremsen an allen vier Rädern, pneumatisch betätigt
- Antriebsformel: 4×2

Abmessungen und Gewichte
- Länge: 7690 mm
- Breite: 2630 mm
- Höhe: 2475 mm
- Radstand: 4520 mm
- Wendekreis (Durchmesser): 19 m, gemessen am Vorderrad
- Spurweite vorne: 1950 mm
- Spurweite hinten: 1920 mm
- Länge der Ladefläche: 4500 mm
- Reifendimension: 12,00-20″
- Leergewicht: 8300 kg
- Zuladung: 6000 kg (+200 kg im Fahrerhaus)
- zulässiges Gesamtgewicht: 14.500 kg
- Achslast vorne: 4640 kg
- Achslast hinten: 9860 kg
- Sitzplätze im Fahrerhaus: 3